# Classe Amiral général
La classe Amiral général est la première classe de croiseur cuirassé construite dès les années 1870, par la Marine impériale russe. En raison de leur faible vitesse, et malgré leur double propulsion (moteur à vapeur et gréement de trois-mâts carré), ils furent vite obsolètes.

## Les unités de la classe
| Nom                                   | Lancement    | Service effectif | Fin de carrière   | Photo |
| ------------------------------------- | ------------ | ---------------- | ----------------- | ----- |
| Amiral général                        | 1873         | 1875             | démoli en 1938    |       |
| Duc d'Édimbourg (ex-Alexandre Nevski) | 29 août 1875 | 1877             | démantelé en 1945 |       |